# Elizabeth Yeager
Pour les articles homonymes, voir Yeager.
Elizabeth Yeager est une joueuse américaine de hockey sur gazon. Elle évolue au poste de milieu de terrain au WC Eagles et avec l'équipe nationale américaine.

## Biographie
- Naissance le 17 juin 2003 à Greenwich.
- Élève à l'Université de Princeton.

## Carrière
Elle a fait ses débuts en équipe première le 15 mai 2021 contre la Belgique à Anvers lors de la Ligue professionnelle 2020-2021.